# Bakterioneuston
Bakterioneuston – zespół bakterii wchodzących w skład neustonu. Bakterie neustonowe wykazują szereg przystosowań do szczególnego środowiska fizycznego i chemicznego neustonu, różnego od wody podpowierzchniowej.  Siły  napięcia powierzchniowego powodują fizyczną stabilność tej warstwy, ale skrajne wartości czynników środowiska powodują jej dużą niestabilność.
Warstwa bakerioneustonu w wodzie waha się od 1 do 10 μm. Jej wystąpienie opiera się na obecności w niej dużych organicznych komponentów, tj.: białek, polisacharydów, lipidów, substancji humusowych. Baterioneuston jest ważnym elementem neustonu, ponieważ budują go bakterie będące producentami jak i konsumentami substancji organicznych.

## Czynniki stresogenne
Organizmy neustonowe są bardziej narażone na działanie stresujących czynników środowiska niż organizmy toni wodnej.
Potencjalnie szkodliwe czynniki to:
- promieniowanie słoneczne
- temperatura
- obecność toksycznych substancji, metali ciężkich

Czynniki te są silnie selektywne i wpływają na skład bakterioneustonu.
Promieniowanie słoneczne powoduje: letalne uszkodzenie DNA, hamuje wzrost organizmów inhibując syntezę enzymów, redukuje transport aktywny i indukuje mutacje subletalne. Najważniejsze znaczenie biologiczne ma średnie promieniowanie UV, tzw. UVB o długości 290–320 nm, oraz UVA o długości 320–400 nm. Bakterie neustonowe niezdolne do ucieczki przed promieniowaniem nauczyły się je tolerować dzięki 3 mechanizmom:
- fizycznej ochronie przez cząsteczki absorbujące UV umieszczone w ścianie lub błonie komórkowej
- efektywnemu systemowi naprawy DNA (fotoreaktywacja, rekombinacja, system SOS)
- ochronie przed produktami fotooksydacji dzięki barwnikom karotenoidowym, nadającym jasny kolor żółty lub pomarańczowy, np. Flavobacterium)

Promieniowanie UV powoduje powstawanie dimerów tyminowych w nici DNA. Bakterie chronią się przed tym dzięki dużej liczbie par G-C. U wielu z bakterii neustonowych (Micrococcus, Alcaligenes, Pseudomonas, Salmonella, Klebsiella) udział par G-C wynosi 56–75%.
Temperatura zarówno niska jak i wysoka wpływa na różnorodność i skład bakterioneustonu. Tworzenie się lodu podczas jesiennych przymrozków wpływa niszcząco na warstwę bakterioneustonu, jej wielkość i aktywność. Po nocnym powstaniu lodu i rozpuszczeniu go ranem potrzebny jest czas do ponownego utworzenia warstwy neustonowej. 
Krótkotrwałe, ale gwałtowne zmiany temperatury zwiększają różnorodność biologiczną bakterioneustonu, poprzez tworzenie nisz termicznych zasiedlanych przez bakterie o różnych wymaganiach termicznych.
Metale ciężkie także wpływają na skład bakterioneustonu. Najbardziej toksyczne są nieorganiczne połączenia metali dobrze rozpuszczalnych w wodzie. W neustonie większość toksycznych metali jest powiązanych z rozpuszczalną materią organiczną, przez co są mniej toksyczne, ale występują w dostatecznie dużych stężeniach aby stanowić zagrożenie dla bakterioneustonu. Jednakże bakterie wyizolowane z warstwy powierzchniowej wykazywały większą tolerancje na obecność metali ciężkich niż bakterie toni wodnej. Związane jest to z przekazywaniem plazmidów w których zakodowana jest zdolność do zmiany wartościowości metali, ich metylacji i demetylacji. Bakterie te mogą także wytwarzać zewnątrzkomórkowe biopolimery wiążące jony metali ciężkich, chroniąc komórki.  

## Substancje pokarmowe
Materia organiczna w błonie powierzchniowej osiąga wyższe stężenia niż kilka cm niżej. Substancje odżywcze pochodzą z biosyntezy, dopływu na drodze wynoszenia z toni wodnej, opadów atmosferycznych i źródeł antropogenicznych. Większość substancji organicznych tej warstwy obniża napięcie powierzchniowe wody i dzięki temu ma zdolność adsorpcji w obrębie interfazy woda–powietrze. Nieorganiczne jony zwiększające napięcie powierzchniowe są wymywane do warstwy podpowierzchniowej. Większość aktywnego neustonu jest związana z cząstkowa materią organiczną
Istnieje dodatni związek pomiędzy ilością substancji organicznej a liczebnością mikroorganizmów w neustonie.

## Przystosowania
- Bakterie neustonowe mają w swych zewnętrznych strukturach mukopolisacharydy, glikoproteidy, polimery fosfatydylocholinowe, czyli związki hydrofobowe łączące się z błoną powierzchniową wody.
- Bakterioneuston obdarzony zdolnością ruchu może wędrować pomiędzy interfazą woda–powietrze a warstwą podpowierzchniową, w regularnych cyklach w zależności od warunków.
- 90% bakterii neustonowych rozkłada tłuszcze, 40–90% rozkłada białka, jest to konsekwencja budowy mikrowarstwy powierzchniowej bogatej w tłuszcze i białka.
- Około 50% bakterioneuston to Gram (-) pałeczki z rodzajów: Bacterium, Bacillus, Streptococcus, Micrococcus, Flavobacterium, Corynebacterium, grupy Vibro-teromonas, rodziny Enterobacteriaceae.
- Bakteria Nevskia ramosa, mająca silne właściwości hydrofobowe została wyizolowana tylko z błony powierzchniowej.